# Hypericum formosanum
Hypericum formosanum är en johannesörtsväxtart som beskrevs av Carl Maximowicz. Hypericum formosanum ingår i släktet johannesörter, och familjen johannesörtsväxter. Inga underarter finns listade i Catalogue of Life.